# Глогувський замок
Глогувський замок або Замок князів Глогувських (пол. Zamek Książąt Głogowskich, нім. Schloss Glogau) — колишня резиденція правителів Глогувського князівства в місті Глогув, Нижньосілезьке воєводство, Польща. В наш час — Археологічно-історичний музей. 

## Історія
У середині XIII століття князь Конрад I спорудив на цьому місці перший замок — дерев’яний, з відокремленою мурованою вежею та дерев'яно-земляними укріпленнями, що були оточені ровом. 
У 1291 році замок згорів під час великої пожежі у Глогуві. Замок було відбудовано вже як комплекс мурованих оборонних споруд на межі XIII-XIV століть, вціліла вежа далі була відокремленою та знаходилась у південно-західному куті замку. 
Після того, як Глогув було поділено на королівську та княжу частину, замок перейшов до чеських королів, а від них — до князів Цешинських, яким належав до 1480 року. У 1462 році в замку зупинявся польський король Казимир Ягеллончик.  
У 1498—1506 роках у замку проживав майбутній польський король Сигізмунд І Старий, поступово відбудовуючи замок від руйнувань завданих під час десятирічної війни з угорським королем Матяшем Корвіном. 
У 1574 році частина замкових будівель обвалилась, а у 1615 році замок згорів під час пожежі. У 1652—1669 роках, під час перебудови у стилі бароко, здійсненої Йоганном Бернгардом фон Герберштайном, замок набув рис сучасної палацової резиденції. 
Після переходу Сілезії під владу Пруссії, замок став резиденцією королівських управителів. Під час наполеонівських війн у замку зупинявся Наполеон. Наприкінці XIX століття було здійснено чергову перебудову замку задля адаптації його до виконання функцій королівського суду. 
У 1945 році замок зазнав значних руйнувань. 22 травня 1967 року було прийнято рішення про відбудову замку (спочатку його мало бути перетворено на постійну руїну). Реконструкція розпочалася у 1971 році. У 1976 році було збудовано нове південне крило (нагадує оборонні мури, в якому знаходиться одна велика виставкова зала) та відбудовано, дотримуючись оригінального барокового стилю, східне крило замку, в якому знаходився клуб Головної організації технічної, а в деяких кімнатах — музей металургії та ливарства. Решту крил відбудували до 1983 року, коли було завершено реконструкцію замку. Південне крило було побудоване від фундаменту. Змінився також зовнішній вигляд замкової вежі, хоча вона майже повністю збереглась у довоєнному вигляді. На межі XX та XXI століть з'явилась можливість повернення вежі її попереднього вигляду, але не вдалося отримати на це згоди консерватора пам'ятки. 

## Сучасний стан
У наш час у замку розташовані Археологічно-історичний музей та Товариство Глогувської землі. Поруч із замком розташований замковий амфітеатр, пам’ятник глогувським дітям, який вшановує оборону Глогува у 1109 році та рожевий міст толерантності. 

## Фотогалерея

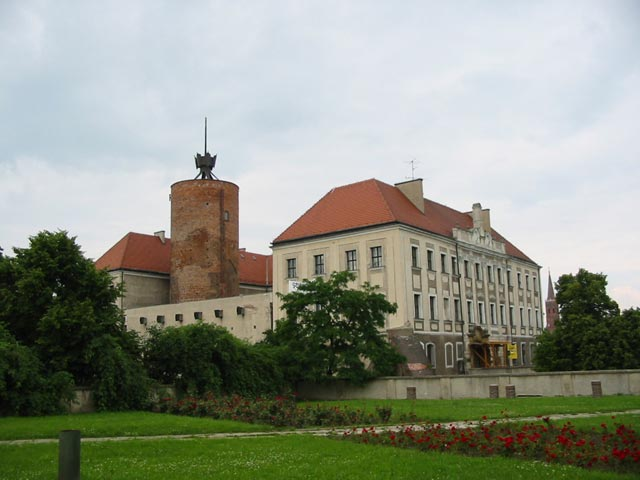
Панорама замку
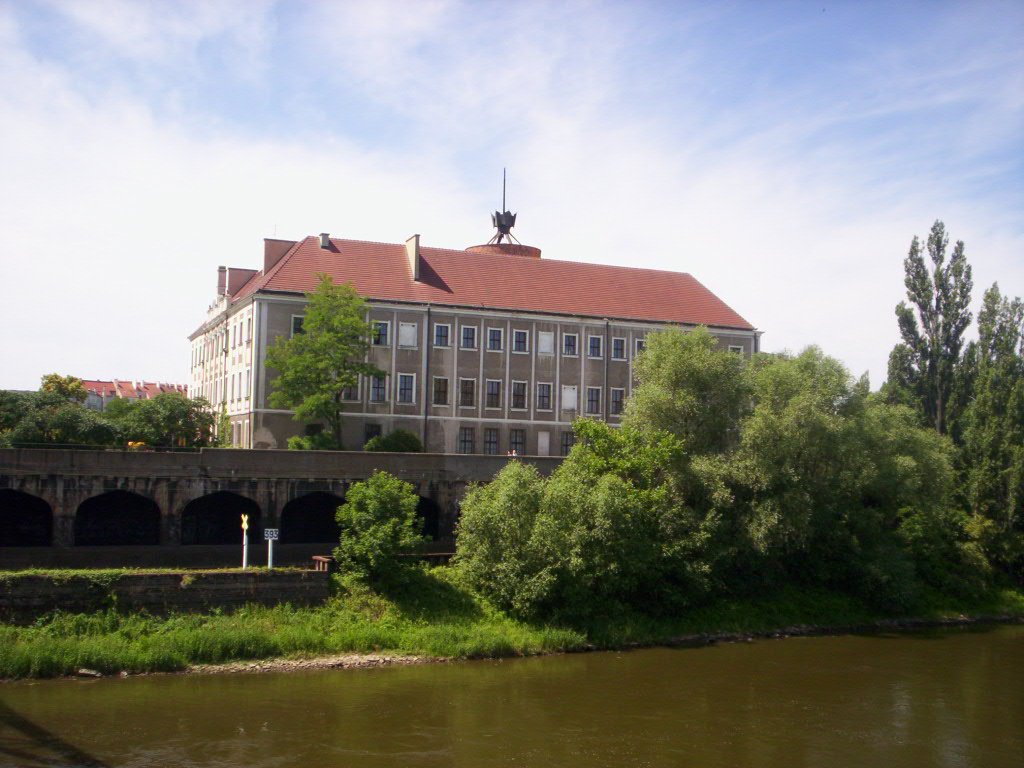
Вигляд замку з моста
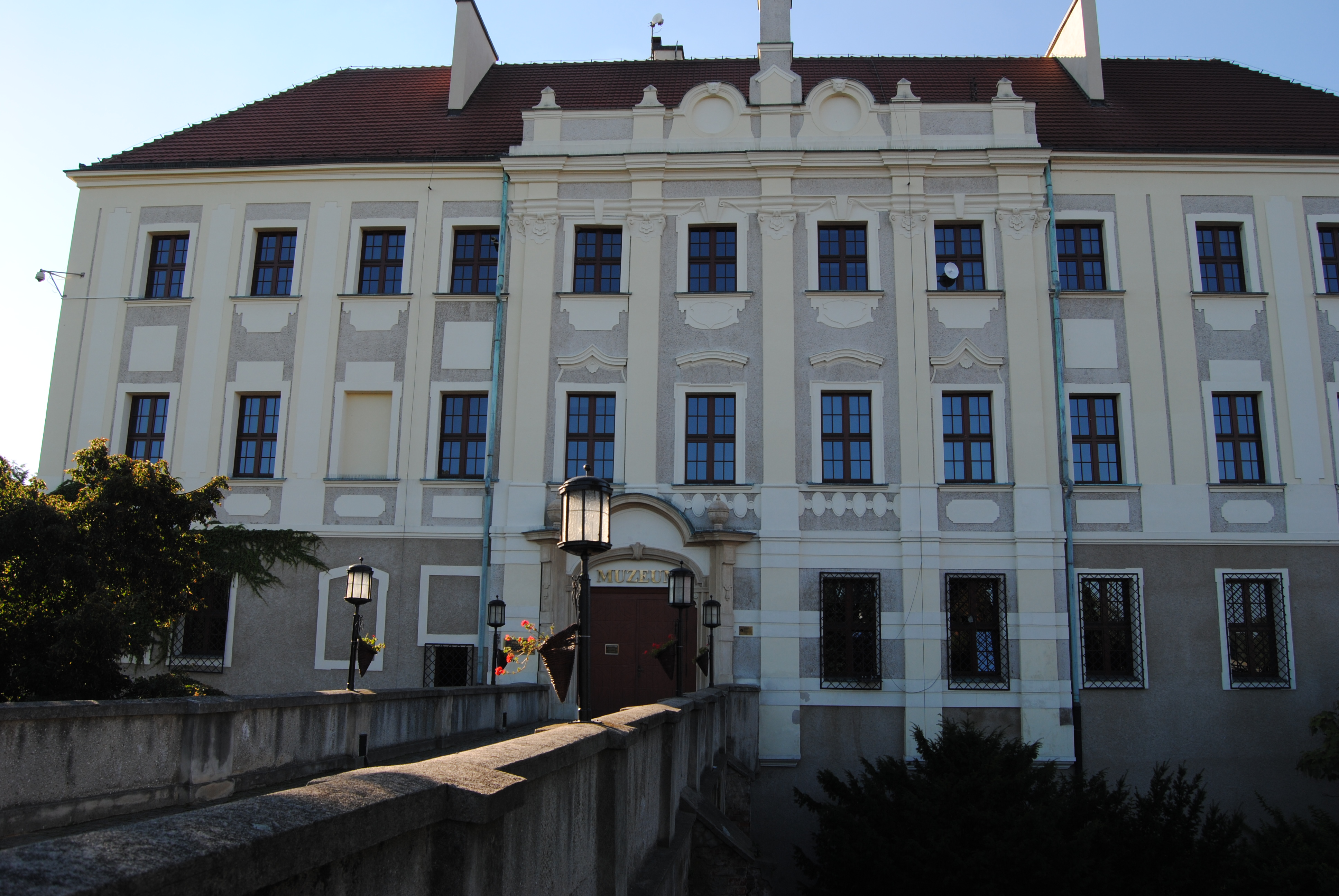
Вхід до замку
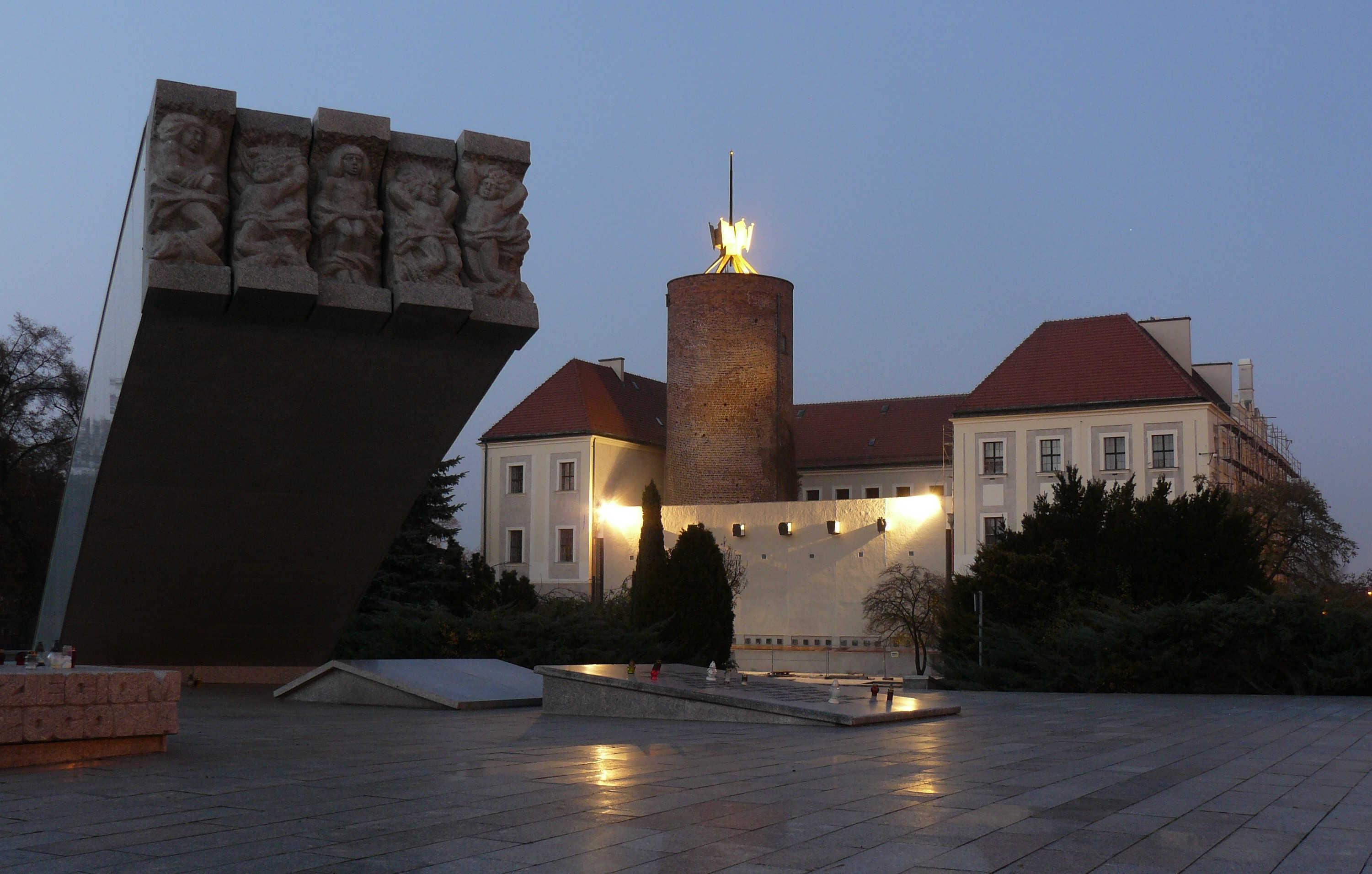
Замок та пам'ятник глогувським дітям